# 上揚斯克區

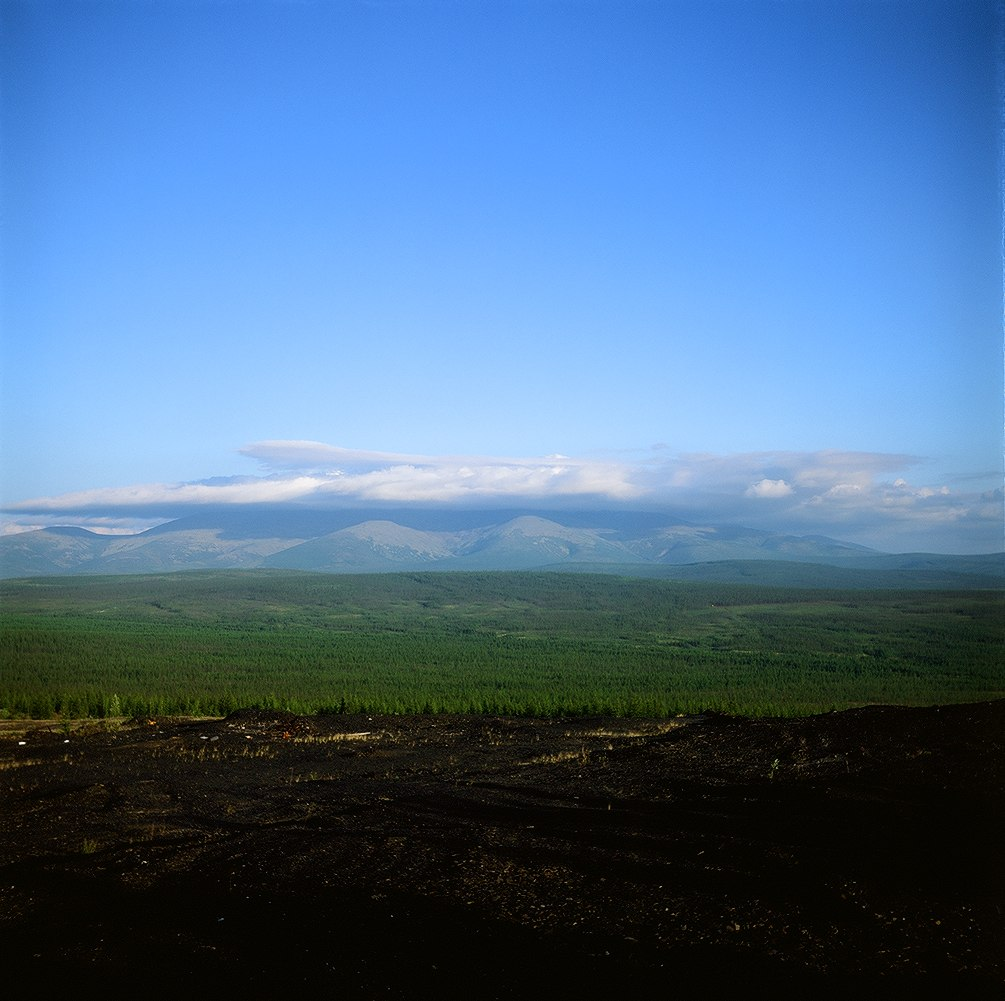

67°33′N 133°23′E / 67.550°N 133.383°E
上揚斯克區（俄语：Верхоянский район）是俄羅斯的一個區，位於該國東部，由薩哈共和國負責管轄，始建於1967年1月5日，面積137,400平方公里，2010年人口12,815，人口密度每平方公里0.09人。